# 蒂森林国家公园
蒂森林国家公园（瑞典語：Tivedens nationalpark），又称蒂山国家公园，是瑞典的一個國家公園，位於蒂森林（Tiveden）。蒂森林国家公园的面積是1,350公頃（3,300英畝）。蒂森林国家公园成立於1983年。